# Ralo
Ralo (latinsko vomer) je neparna lobanjska kost, ki gradi zadajšnji in spodnji del koščenega nosnega pretina. Podoben je rezilu pri plugu, od koder tudi njegovo ime.